# دائرة الشارف
دائرة الشارف إحدى دوائر التابعة لولاية الجلفة, مقرها الشارف وتضم بلديات :
- بلدية الشارف
- بلدية بن يعقوب
- بلدية القديد